# Schody Byków w Pradze (Hradczany)
Schody Byków w Pradze (Hradczany) (czes. Býčí schodiště) – zabytkowa klatka schodowa prowadząca z Trzeciego Dziedzińca Zamku Praskiego do Ogrodu na Wałach wybudowana według projektu słoweńskiego architekta Jože Plečnika.
Klatkę schodową, zwaną Schodami Byków, wybudowano w latach 1927-1931 według projektu Jože Plečnika, który wówczas pełnił funkcję głównego architekta Praskiego Zamku. Pierwszy projekt przewidywał wykonanie klatki schodowej z pięciokolumnowym portykiem, dostawionej do elewacji, jednakże ze względów konstrukcyjnych zdecydowano o wybudowaniu jej wewnątrz zamku.
Klatka schodowa nawiązuje swoją formą do form stosowanych w starożytności. Plečnik zastosował tu kolumny wzorowane na kolumnach z pałacu w Knossos oraz nieregularny układ płyt kamiennych, którymi obłożone są ściany. 
Najbardziej charakterystycznym elementem jest wejście od strony Trzeciego Dziedzińca w formie falistego zadaszenia  z miedzianej blachy opartego na rzeźbionych bykach stojących na słupach. Byki są dziełem rzeźbiarza  Damiana Pešana.  Rzeźby te dały nazwę schodom.

## Symbolika
Rzeźbione byki nawiązują do sztuki antycznej, a szczególnie do kultury minojskiej. Inspiracją mogła być też rzeźba byka w Keramejkos, którą Plečnik się zafascynował podczas pobytu w Grecji w 1927. Jest to też symboliczne odniesienie do legendy o Libuszy i Przemyśle Oraczu związanej z początkami państwa czeskiego i założeniem Pragi. 

## Galeria

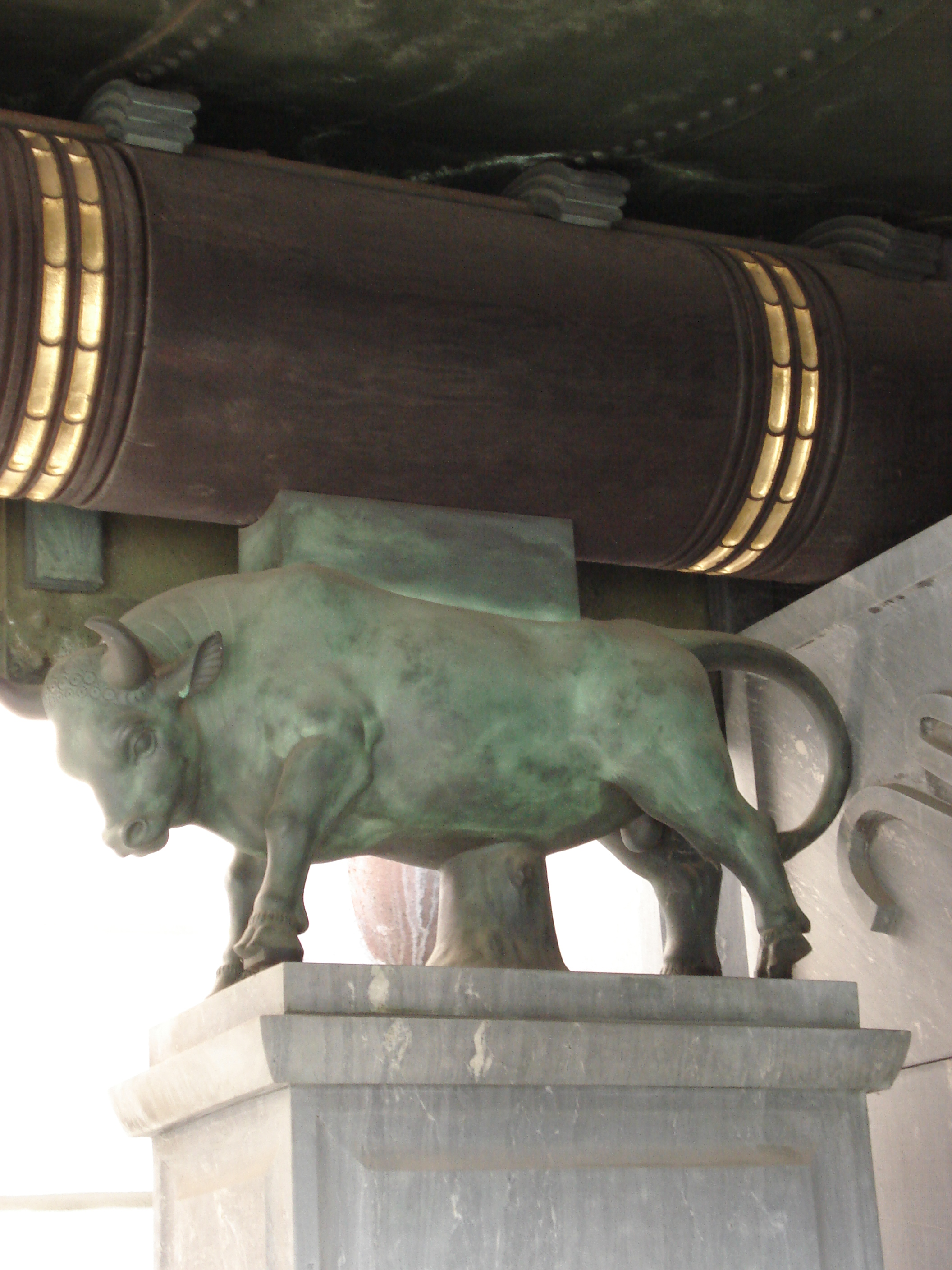
Byk - detal wejścia do klatki schodowej
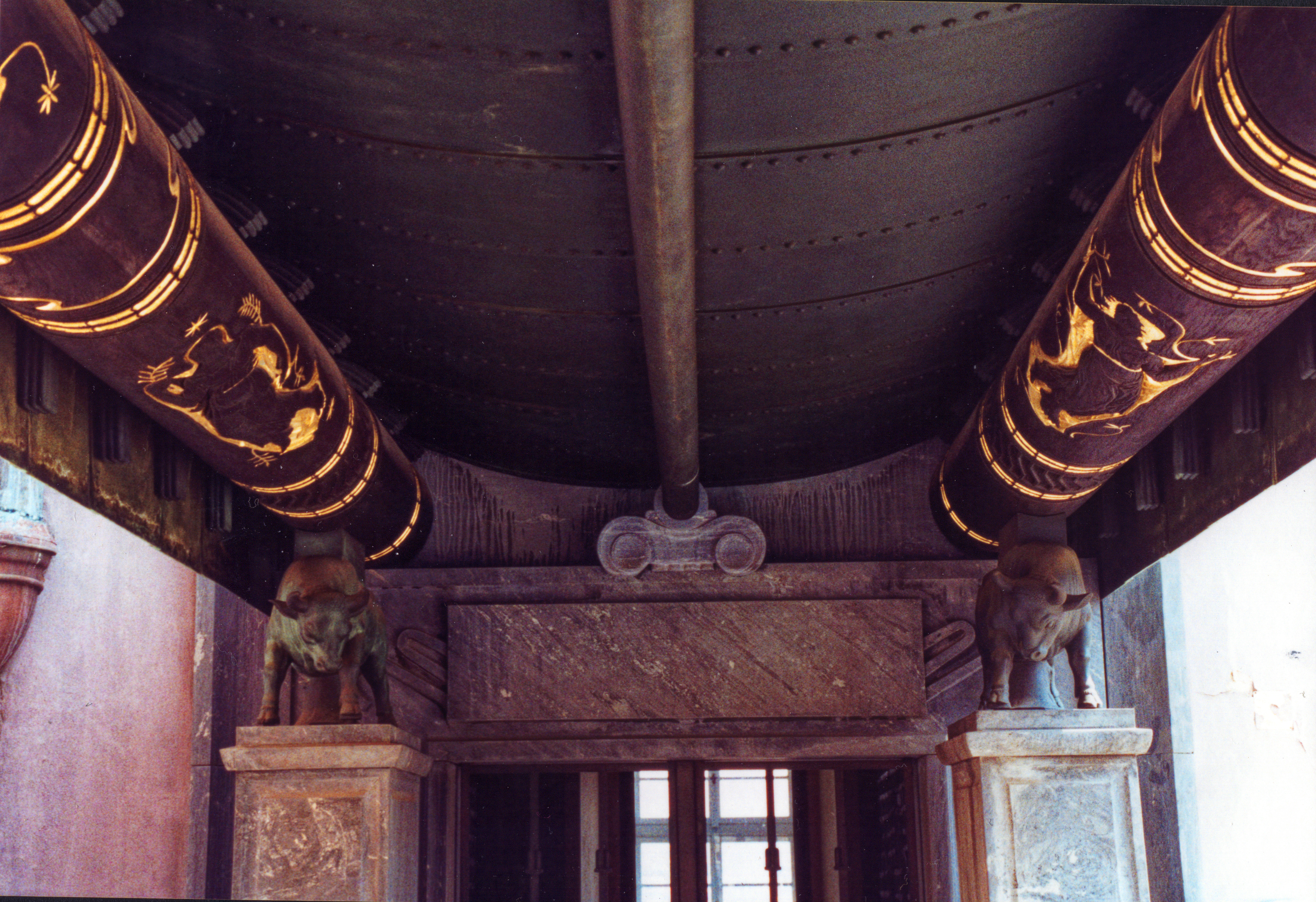
Fragment zadaszenia
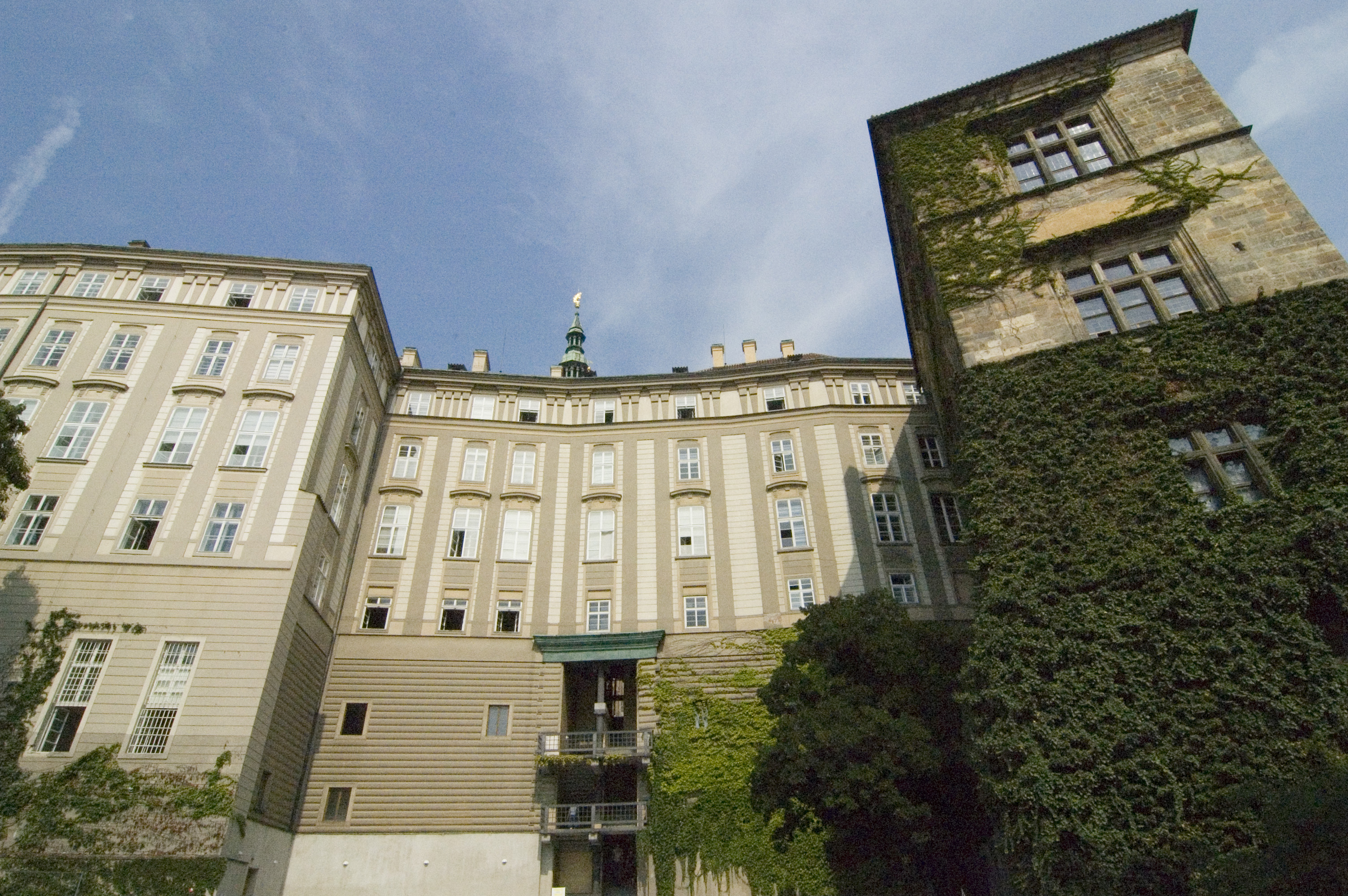
Klatka schodowa w elewacji pałacu, od strony Ogrodu na Wałach